# Келли, Кэтрин
Кэ́трин Ке́лли (англ. Katherine Kelly; 19 ноября 1979, Барнсли, Саут-Йоркшир, Англия, Великобритания) — английская актриса и певица.

## Биография и начало карьеры
Кэтрин Келли родилась 19 ноября 1979 года в Барнсли (графство Саут-Йоркшир, Англия, Великобритания) в семье Джона Келли, а выросла в Уокфилде (графство Западный Йоркшир). У Кэтрин есть младшая сестра — актриса Грэйси Келли.
Кэтрин окончила «Wakefield Girls High School», а затем обучалась в «Royal Academy of Dramatic Art», которую окончила в 2001 году. Поле этого Келли начала играть в театрах, а в 2003 году начала сниматься в кино.

## Личная жизнь
С 20 августа 2013 года Кэтрин замужем за Райаном Кларком. У супругов есть две дочери — Орла Рэй Келли Кларк (род. 13.03.2014) и Роуз Кристи Келли Кларк (род. 21.10.2016).